# 평산 우라늄 광산
평산 우라늄 광산은 북한 황해북도 평산군에 위치한 우라늄 광산이다.

## 역사
2019년 2월, 한미 군 당국은 영변 이외의 비밀 우라늄 농축시설이 북한 서부지방인 황해북도와 평안북도에 각각 1곳씩 있는 것으로 보고 정밀 감시하고 있다. 여의도 3배 넓이에 건물 400개가 세워진 영변 핵시설보다는 작지만 규모가 상당하다고 폼페이오 국무장관은 설명했다.
평안북도 태천과 박천, 황해북도 평산 등에도 우라늄 농축시설과 핵 연구소 및 실험시설, 우라늄 광산 같은 핵 시설들이 분포해 있는 것으로 알려졌다.
외부세계에서 지금까지 파악한 북한 핵 관련시설은 다음과 같다.
- 황해북도 평산의 우라늄 광산
- 평안남도 순천의 우라늄 광산
- 평안북도 박천의 우라늄 제련 공장
- 황해북도 평산의 우라늄 제련 공장
- 평안북도 영변 핵시설
- 함경북도 길주군 풍계리 핵실험장
- 평안북도 방현비행장

2018년 11월 2일, 38노스가 공개한 상업용 위성사진에서 황해북도 평산군 우라늄 정련·정광 공장 북동쪽 광산 등에 폐기물이 눈에 띄게 증가한 것이 포착됐다. 북한의 최대 우라늄 정광 시설이다.
평산 광산에서만 연간 1만t 정도의 우라늄 원석을 캐내고 있다. 이 밖에 평안북도 박천과 철산, 구장 그리고 평안남도 순천 등에 우라늄 광산이 있다.
2010년 기준으로, 국제시장에서 품위 0.05%면 경제성이 있다고 평가받는다. 북한 우라늄 광산의 평균 품위를 알 수는 없지만, 국제기준인 품위 0.05%로 계산하면, 10,000 톤의 우라늄 원석은 U238 5 톤을 의미한다. 미국 World Information Service on Energy(WISE) Uranium Project에서 제시된 핵물질환산기(Nuclear Fuel Material Balance Calculator)에 대입하여 계산하면, U3O8 5 톤이면 HEU(90%) 19 kg을 의미한다.

## 우라늄 매장량
1964년 북한은 함경북도 웅기 지역에 채굴의 가치가 있는 우라늄광 약 400만 톤을 신고하였다. 총 원광매장량은 2600만 톤이다.
남북관계에 대해 많은 리포트를 내는 미국 노틸러스 연구소의 2004년 보고서는 "북한의 우라늄광 매장량은 450만 톤으로 보고되지만, 사용할(usable) 가치가 있는 것인지 의심스럽다"고 판단했다. "북한 우라늄 시설을 자주 드나든 러시아 전문가들에 따르면 1960년대 북한의 우라늄광 매장량은 20만 톤으로 알려졌다가, 1970년대 30만 톤으로 수치가 늘었다"고 했다. "북한에는 5개의 우라늄 광산이 있는데, 순천-월빙선, 구성, 평산, 순천, 웅기가 그것이다."면서, "북한 시설을 자주 드나든 러시아 전문가에 따르면 북한의 연간 우라늄(U238) 생산량은 2000톤 수준으로 이는 미국(1810톤), 우즈베키스탄(1926톤)의 1998년 생산량과 비슷한 수준이다"라고 밝혔다.
2013년 미국의 총 우라늄 생산량은 U238 481만 파운드(약 1850 tU)라고 미국 에너지부의 에너지정보국(Energy Information Administration, EIA)이 보고했다.
미국 World Information Service on Energy(WISE) Uranium Project에서 제시된 핵물질환산기(Nuclear Fuel Material Balance Calculator)에 대입하여 계산하면, 북한의 비축된 100 kg HEU(90%)는 국제시장에서 가장 잘 팔리는 기본형태인 U3O8(yellow Cake = 천연우라늄)으로는 25.92981톤, 경수로 원전연료 형태인 LEU(3.6%)로는 4.020168톤으로 환산된다.
북한이 매년 생산한다는 U3O8 2000톤이면, HEU(90%) 7,713 kg을 의미한다.
1994년에 미국 NRDC는 북한이 플루토늄 1 kg, 고농축 우라늄 2.5 kg이면 핵폭탄 한발을 제조할 수 있다고 주장했다. 그러나 2019년에도 언론에서는 북한이 고농축 우라늄 25 kg이면 핵폭탄 한발을 제조할 수 있다고 보도한다. 10배 차이이다.
북한이 매년 생산한다는 HEU(90%) 7,713 kg이면, 매년 핵폭탄 3,085발을 생산할 수 있다는 의미이다. 그러나 1994년에 NRDC가 주장했던 핵폭탄의 폭발력은 1 kt을 말하는 것이어서, 메가톤급 핵폭탄 수로 계산하면 수량이 훨씬 줄어든다.